# Александров, Илья Анатольевич
Илья́ Анато́льевич Алекса́ндров (19 августа 1974, Москва — 29 апреля 2010, Москва) — российский рок-музыкант, вокалист, поэт. Участник групп Trizna и «Фактор страха».

## Ранние годы
Илья родился 19 августа 1974 года в Москве. Окончил среднюю школу, после чего поступил в Московский архитектурный институт. Выпустился в 1996 году.
С детства был меломаном, а в школьные годы с помощью отца приобщился к миру тяжёлой музыки.

Как-то раз, сидя дома, я слушал Modern Talking. Отец подошёл и сказал — «Хватит слушать эти элементарные песенки, вот тебе пластинка — послушай! Это здорово! Это — РОК!». Пластинкой был болгарский сборник Квинов. Я послушал, меня пробрало до мурашек, и я понял — «Да, рок — это круто!». Затем стал лихорадочно искать записи «рока». Потом была кассета со Scorpions 1983 и Accept 1982. Понравилось ещё больше — другая музыка меня уже мало интересовала…

В 1987 году Илья знакомится с творчеством Helloween и начинает пробовать себя в роли вокалиста, первоначально подражая Михаэлю Киске. Поскольку голос был молодой, партии запоминались легко, а тембр голоса и интонации были очень похожи. В результате он на пару со школьным приятелем Валерием Альхимовичем (в будущем — гитаристом группы НАИВ) начинают исполнять песни Helloween на школьном уровне. Спустя недолгое время Илья понял, что музыка — это серьёзно, и начал искать себе полноценный коллектив. Им стала группа «Молот ведьм», которая репетировала на одной базе с такими командами, как «Демарш» и «Тараканы!». Однако на первом же концерте «Молота ведьм», состоявшемся в 1991 году, с Ильёй познакомился Михаил Весёлый, тогдашний директор Тризны, и предложил попробовать себя в Тризне в роли вокалиста.

## 1990-е годы, Trizna
Приход Ильи Александрова в группу, в которой до того обязанности вокалиста исполнял гитарист Константин Селезнёв, способствовал скорейшему развитию Тризны. Выступление у Белого дома в 1991 году, гастроли по разным городам, первый демо-альбом (1992 год) в результате привели к заключению контракта с заметным лейблом — BIZ Enterprises. На их студии звукозаписи группа сдружилась с такими коллективами, как Чёрный Обелиск, Э.С.Т. и многими другими группами верхнего эшелона. В 1995 году выходит первый номерной альбом Тризны «Out of step», где Илья отходит от подражания Киске и начинает формировать собственную манеру пения.
Но в 1996 году Илья заканчивает университет, женится, и музыкальная жизнь на время затихает.

## 2000 — возрождение Тризны, Фактор Страха
В 2000 году Селезнёв предлагает снова собрать команду, и Илья соглашается, несмотря на заметно изменившиеся музыкальные пристрастия. Потому после релиза пластинки Vertical Horizon Илья положительно воспринимает предложение Кирилла Немоляева о создании на базе Тризны проекта «Фактор страха». Релиз альбома «Театр Военных Действий, Акт 1» (2005 год) в новом для коллектива жанре также знаменуется формированием новой, более агрессивной манеры пения, которая была положительно оценена слушателями. Новая популярность придала «Тризне» (с выходом «Второго акта» окончательно сменившую название на «Фактор страха») «второе дыхание», и Илья вместе с группой опять вливается в активную музыкальную жизнь.
Очередной вехой, ознаменовавшейся сменой стиля исполнения (второй по счёту), стал альбом «Твой Идеальный Мир», на котором Илья освоил скриминг и гроулинг.

## Смерть
Скоропостижно скончался 29 апреля 2010 года: у вокалиста «Фактора страха» остановилось сердце.

## Дискография
Илья Александров принимал участие в записи следующих альбомов:

### Trizna
- 1992 — «Тризна» (demo)

- 1995 — «Out Of Step»
- 1996 — «Need for Speed»
- 2000 — «Песни для радио»
- 2004 — «Vertical Horizon»

### Фактор Страха
- 2005 — «Театр Военных Действий, Акт 1»
- 2006 — «Театр Военных Действий, Акт 2»
- 2008 — «Твой Идеальный Мир»
- 2010 — «Мёртвые сны»

### Гостевое участие
- 2009 — Андем — «Дочь лунного света»